# トム・ディーン
トーマス・ディーン（Thomas Dean、2000年5月2日 - ）は、イギリス・ロンドン出身の男子競泳選手。種目は自由形。2020年東京オリンピック200m自由形と800mフリーリレーの金メダリスト。

## 経歴
2020年東京オリンピックの200m自由形決勝でイギリス新記録となる1分44秒22で泳ぎ、金メダルを獲得した。800mフリーリレーでは第1泳者を務め、金メダルを獲得し、2冠を達成した。

## 自己ベスト
- 100m自由形　48秒30
- 200m自由形　1分44秒22（イギリス記録）
- 400m自由形　3分47秒48

参照